# Póstumo
Marco Cassiânio Latínio Póstumo (em latim: Marcus Cassianius Latinius Postumus) foi um usurpador romano de origem provinciana que tentou tomar o trono do imperador Galiano (r. 253–268) por volta de 260 [a] e que assumiu o título e os poderes de um imperador nas províncias da Gália, Britânia e Hispânia, fundando o que os acadêmicos modernos vieram a chamar de Império das Gálias. Ele governou por quase uma década[b] até ser assassinado por suas próprias tropas.

## História

### Ascensão ao poder
Pouco se sabe sobre os primeiros anos da vida de Póstumo e já se supôs que ele fosse um batavo; é certo que suas moedas homenageiam divindades - Hércules Magusano e Hércules Deusoniense - que eram populares entre eles. Deusoniense pode ser uma referência à cidade de Deuso, que se localizava no ou perto do território batavo e que corresponde, provavelmente, à moderna Diessen, que já se supôs ser a cidade natal de Póstumo. A partir destas obscuras origens provincianas, Póstumo ascendeu na hierarquia do exército romano até atingir a função de comandante das forças romanas "entre os celtas". Não se sabe exatamente o que significa esta função, embora seja plausível considerar que ele tenha sido promovido pelo imperador Valeriano (r. 253–260) para a posição de legado imperial da Germânia Inferior. O fato é que Póstumo havia caído nas graças da corte romana e, de acordo com König, recebeu também um consulado honorário.
Em 259, Valeriano estava em campanha no oriente contra o Império Sassânida enquanto seu filho e coimperador, Galiano (r. 253–268), lidava com a situação crítica na fronteira do Danúbio. Por conta disso, Galiano deixou seu filho, Salonino, neto de Valeriano, junto com alguns comandantes, incluindo Póstumo, encarregados de proteger a fronteira do Reno. Em meio ao caos de uma invasão de alamanos e francos e incitados pela notícia de que Valeriano havia sido derrotado e capturado pelos persas, o exército na Gália se revoltou e proclamou Póstumo imperador.
A causa imediata foi derrota, em 260[a], de um exército jutungo que estava recuando da Itália levando muitos prisioneiros depois de terem sido repelidos por Galiano em Mediolano (moderna Milão, na Itália). Sob o comando de Póstumo e de Marco Simpliciano Genial, o exército romano aniquilou os jutungos e Póstumo distribuiu os espólios recapturados entre suas próprias tropas. Salonino, a pedido do prefeito pretoriano Silvano, que comandava a política externa da Gália juntamente com Póstumo, exigiu que estes mesmos espólios fossem transferidos para sua residência em Colônia Cláudia Ara Agripinênsio (Colônia, na Alemanha).
Póstumo reuniu suas tropas e fingiu estar obedecendo estar ordem de forma relutante, abrindo caminho para que os soldados se revoltassem contra Galiano. Póstumo foi aclamado imperador e marchou para Colônia Agripinênsio, cercando-a e encurralando Salonino e Silvano. Quando uma brecha se abriu na muralha da cidade, Póstumo prendeu os dois e executou-os imediatamente, apesar de seus aliados terem afirmado, depois, que os gauleses nativos é que teriam sido responsáveis pelos assassinatos. Posteriormente, Póstumo mandou erigir um arco triunfal para celebrar sua vitória.

### Fundação do Império das Gálias

O domínio de Póstumo (em verde) abrangia as províncias da Gália, Britânia, Hispânia e Récia. Depois de sua morte, a Hispânia se separou e jamais foi recuperada.

Póstumo foi imediatamente reconhecido como imperador nas províncias da Gália (com a possível exceção da Gália Narbonense), nas duas Germânias e na Récia. Já em 261, Britânia, Narbonense e Hispânia também o reconheceram, possivelmente depois de uma expedição à Britânia no inverno de 260/261. Ele estabeleceu sua capital no norte da Gália, provavelmente em Colônia Cláudia Ara Agripinênsio ou Augusta dos Tréveros (Tréveris, Alemanha), imediatamente ordenou a criação de diversas estruturas legislativas e executivas romanas. Além da posição de "imperador", ele imediatamente assumiu o cargo de cônsul com um colega, Honoraciano. Como seus antecessores legítimos, ele tornou-se o pontífice máximo (pontifex maximus) do novo estado e assumiu o poder tribunal anualmente. Acredita-se também que ele tenha criado um senado, provavelmente tomando como base o já existente "Concílio das Três Gálias" e outros concílios provincianos, e uma guarda pretoriana, de onde sairia um de seus sucessores, Vitorino. Como reflexo de sua base de aliados, os principais membros da administração de Póstumo parecem ter sido de origem gaulesa e, de fato, logo a administração inteira seria dominada por gauleses. Tanto Vitorino quanto Tétrico, membros importantes do governo, eram originários da região.
Póstumo se apresentava como "restaurador da Gália" ("Restitutor Galliarum") e "protetor das províncias" ("Salus Provinciarum") em suas moedas; antes de 10 de dezembro de 261[a], ele também assumiu, depois de defender a Gália contra invasores germânicos, o título de "Germânico Máximo" (Germanicus Maximus). Seu principal objetivo ao assumir o púrpura parece ter sido restaurar e defender a fronteira do Reno e regiões vizinhas, uma tarefa a que ele se dedicou com vigor, o que lhe ganhou a admiração dos autores antigos, que declararam que ele restaurou a segurança que as províncias gozavam no passado. Ele teve tanto sucesso que as moedas cunhadas nas províncias que estavam sob seu controle eram de qualidade melhor e continham mais metais preciosos que as cunhadas por Galiano, algo que só foi possível primeiro por causa de seu controle sobre as minas na Hispânia e Britânia e, segundo, pelo extensivo uso que ele fez de mestres na cunhagem de moedas atraídos para a Gália vindos das províncias de Galiano. Póstumo também realizou campanhas vitoriosas contra os francos e alamanos em 262 e 263; depois de sua vitória sobre eles em 263, ele assumiu o título de Germânico Máximo e suas moedas, por um tempo, passaram a celebrar temas pacíficos como "Felicitas Augusti" por um tempo. Depois de passar mais de quatro anos expulsando os francos da Gália, Póstumo passou a recrutar alguns deles para lutarem contra seus compatriotas, provavelmente dispersando-os (e diluindo sua força) entre as tropas romanas.
Estudiosos ainda debatem se Póstumo em algum momento desejou expulsar Galiano de Roma ou se ele estava contente governando apenas as províncias ocidentais. Do início de seu golpe, ele deixou claro que não tinha nenhuma intenção imediata em relação a Roma e que sua prioridade era a Gália. A base de poder de Póstumo era a Gália e sua principal responsabilidade, a defesa da fronteira. Se ele marchasse contra Galiano, seria certamente obrigado a expor o coração de seus domínios, não apenas às tribos germânicas, mas também abriria caminho para eventuais usurpadores. Ele provavelmente desejava receber alguma forma de reconhecimento oficial de Galiano, mas o que é claro, porém, é que Póstumo não era exageradamente separatista e não reviveu o sonho do século I de um Galliarum imperium independente (veja Júlio Sabino e a revolta dos batavos). Outro sinal disso é que as instituições, títulos e estruturas administrativas de Póstumo permaneceram basicamente romanas.

### Guerra contra Galiano
Por quatro anos Galiano, distraído por invasões germânicas e outros usurpadores no oriente, não pôde dedicar-se à crise no norte e oeste de seu império. Tudo mudou em 265, quando finalmente ele iniciou uma campanha para enfrentar Póstumo. Depois de alguns sucesso iniciais, sua primeira chance real fracassou quando Póstumo conseguiu escapar de uma situação complicada por causa de um descuido do principal oficial de cavalaria de Galiano, Auréolo. Depois de perder sua patente, Auréolo finalmente abandonou Galiano em 267.
Uma segunda campanha, desta vez liderada pelo próprio imperador, parecia novamente estar em vantagem sobre Póstumo, mas, enquanto Galiano cercava uma cidade na Gália (provavelmente Augusta dos Tréveros), acabou ferido e foi forçado a recuar. Depois de mais este fracasso, Galiano acabou sendo dragado por sucessivas crises pelo resto de seu governo e jamais voltaria a enfrentar Póstumo.

### Anos finais

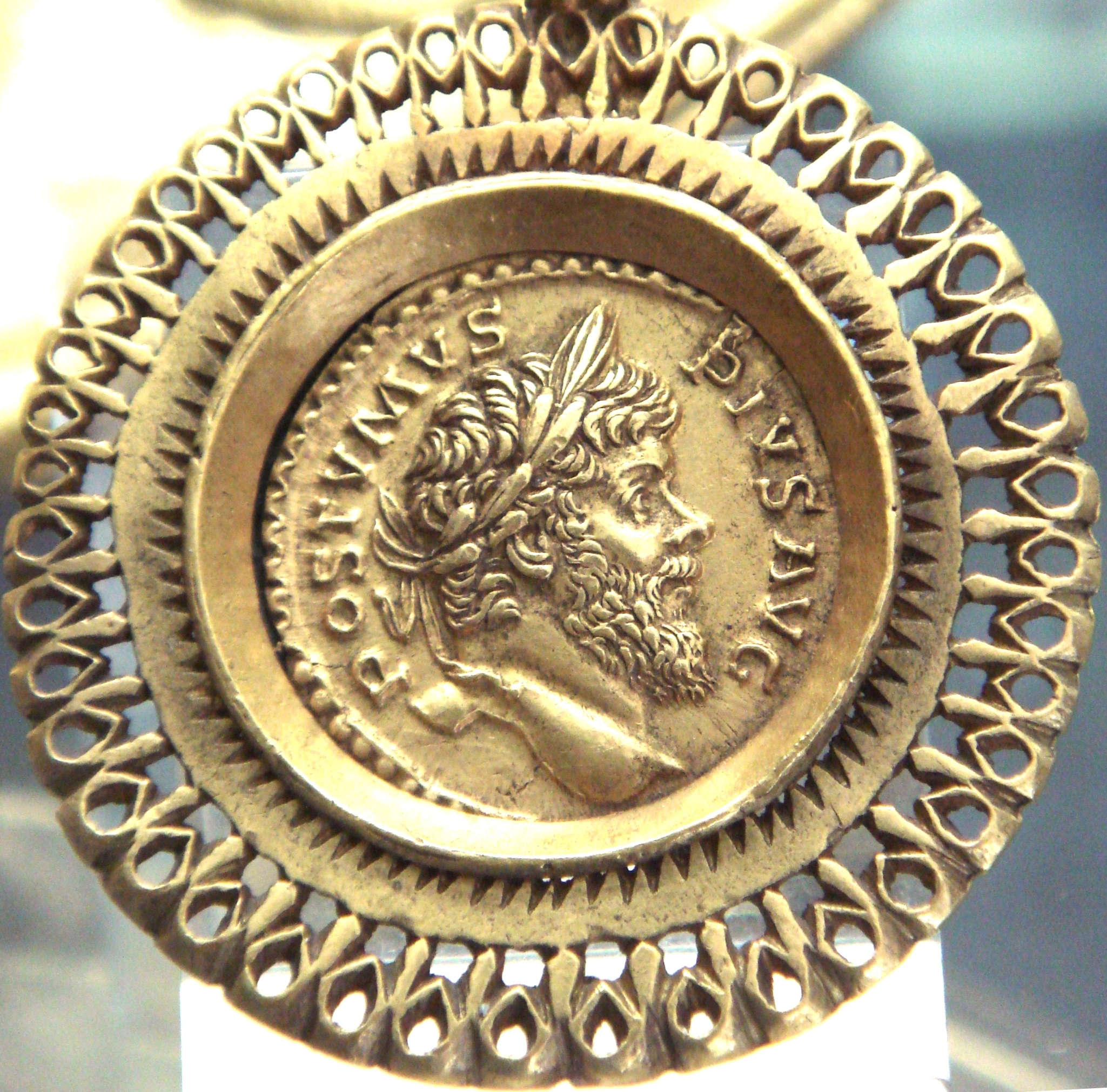
Áureo de Póstumo incrustado num pingente. A qualidade das emissões de Póstumo transformou suas moedas em objeto do desejo.

No final de 265, as moedas de Póstumo celebravam de forma triunfante a vitória de Galiano e as festividades celebrando sua "quinquenália" seguiram até o ano seguinte. Quase nada aconteceu no Império das Gálias entre 265 e 268 e as evidências arqueológicas confirmam um generalizado retorno à paz e a à normalidade. Em 266, Póstumo foi nomeado cônsul pela quarta vez, tendo como colega Vitorino, um nobre gaulês que era também um oficial graduado, o que pode ser entendido como uma tentativa de ampliar a base aliada de Póstumo. Em 268, Póstumo lançou a coleção de moedas de ouro em homenagem ao deus favorito de Póstumo e chamada de "Trabalhos de Hércules". Uma repentina desvalorização de suas moedas no final do mesmo ano evidencia que Póstumo enfrentava crescentes dificuldades financeiras, provavelmente causadas pela diminuição da produção de prata nas minas da Hispânia ou pelo crescente custo dos subornos para o exército, cada vez mais descontente.
Este descontentamento provavelmente foi provocado pela frustração decorrente da falta de vontade Póstumo de aproveitar a chance de atacar Galiano em 268. Auréolo, o general que estava encarregado de vigiar Mediolano para Galiano, revoltou-se e acabou se juntando a Póstumo. A cidade e toda a região interior correspondente ao norte da Itália e a Récia eram críticas se Póstumo de fato desejasse marchar para Roma. Por algum motivo, ele não apoiou Auréolo, que foi cercado por Galiano. Antes do final do verão de 268, os eventos em Mediolano se desdobraram no assassinato de Galiano, a derrota de Auréolo e a ascensão de Cláudio Gótico. Ali também iniciou-se a série de eventos que culminaria com o fim do reinado de Póstumo na Gália.

### Queda
Póstumo assumiu seu quinto consulado em 1 de janeiro de 269, mas o exército na Germânia Superior aclamou um usurpador na mesma época. Leliano, um dos mais graduados comandantes de Póstumo e governador da província, foi declarado imperador em Mogoncíaco (atual Mogúncia) pelas tropas locais e conseguiu o apoio da legião XXII Primigenia. Apesar de ter conseguido capturar Mogoncíaco e matar Leliano em poucos meses, ele não conseguiu mais controlar suas próprias tropas, que queriam saquear a cidade. Quando ele tentou contê-las, foi morto.
Os amotinados elegeram Mário, um soldado comum, como novo imperador. Ele conseguiu se manter no controle por algum tempo, mas foi logo deposto por Vitorino, o antigo colega de Póstumo no consulado e tribuno da guarda pretoriana. Nesse ínterim, a Hispânia, reduto da Casa de Teodósio, a família de Galiano, declarou-se novamente pelo Império Romano e se perdeu definitivamente.

## Moedas
Póstumo é um imperador de particular interesse para os numismatas por causa de suas moedas de grande qualidade e da abundância de suas emissões. Sua série "Trabalhos de Hércules" é bastante procurada.